# ディーパ・メータ

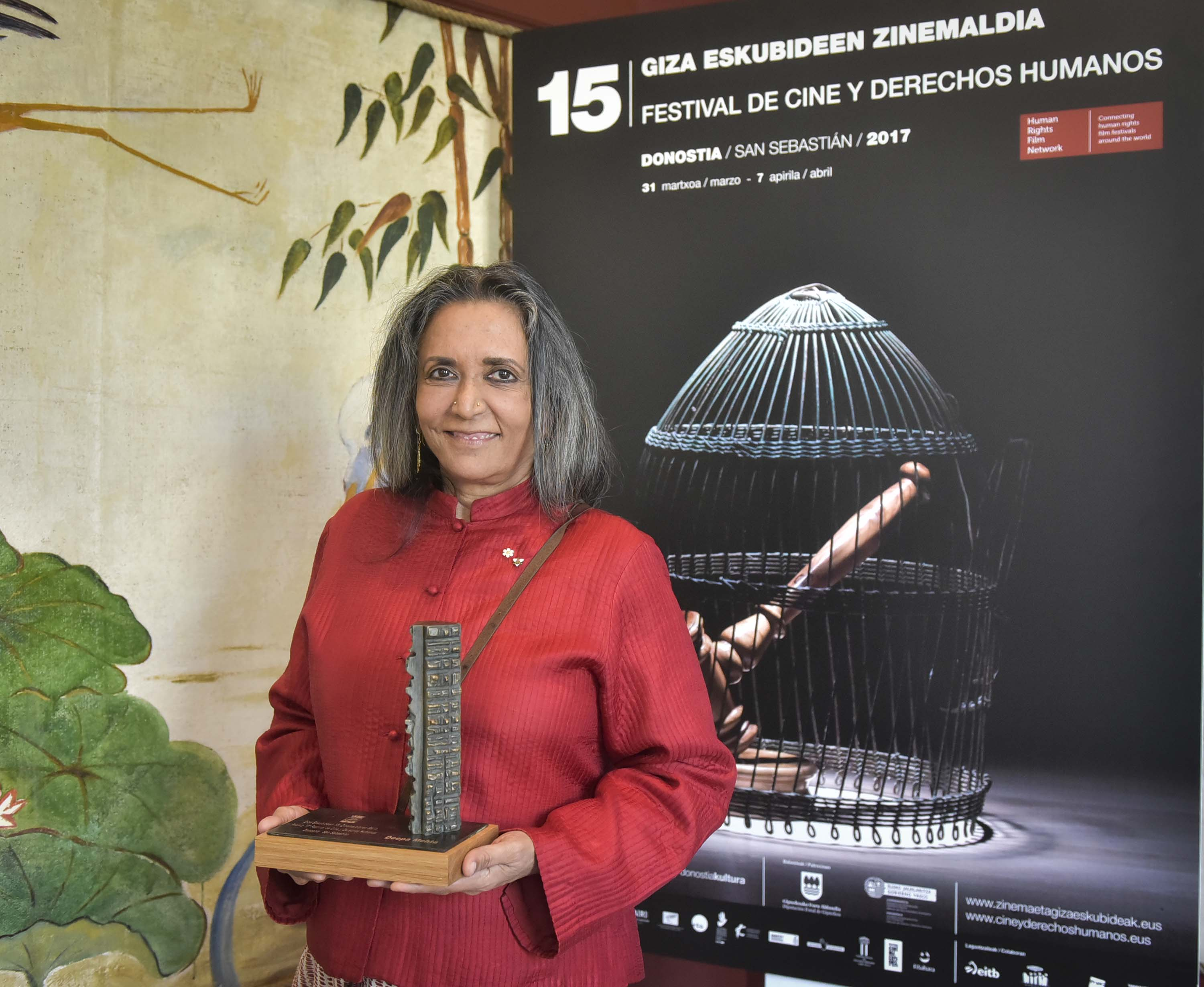
ディーパ・メータ

ディーパ・メータ (ヒンディー語: दीपा मेहता (Dīpā Mehtā)、英語: LLD Deepa Mehta、1950年1月1日 –) は、インド出身でカナダで活動している映画監督・脚本家である。アムリトサル生まれ、カナダビクトリア大学卒、女性。

## 監督作品
- 1991年 Sam & Me
- 1994年 カミーラ/あなたといた夏 Camilla
- 1996年 炎の二人 Fire
- 1998年 Earth - アカデミー外国語映画賞ノミネート
- 2002年 Bollywood/Hollywood - ジェミニ脚本賞受賞
- 2003年 The Republic of Love
- 2005年 とらわれの水 Water - アカデミー外国語映画賞ノミネート
- 2008年 Heaven on Earth
- 2008年 Cooking with Stella（助監督）
- 2010年 Exclusion（製作中）